# Afskum - en film om de kollektive børne- og ungdomsmiljøer
Afskum - en film om de kollektive børne- og ungdomsmiljøer er en dokumentarfilm instrueret af Mogens Kløvedal efter eget manuskript.

## Handling
En film om de kollektive børne- og ungdomsmiljøer. Filmen beskriver et af tidens mest omfattende pædagogiske alternativer indenfor døgninstitutioner til børn og unge. For 12 år siden startede nogle pædagoger på Fjordhøj et pleje-kollektiv, hvor der skulle være mere frihed, medbestemmelse og medansvar. Ikke fjernt fra Tvinds principper. I filmen oplever man et heftigt fællesmøde, hvor unge skældes ud og græder.